# 1185 w polityce

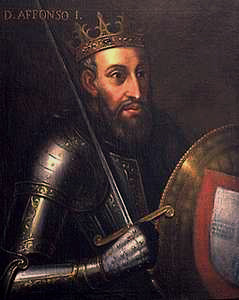
Alfons I Zdobywca

Wydarzenia polityczne w 1185 roku.

## Wydarzenia
- Wobec najazdów duńskich Bogusław I, książę zachodniopomorski, został lennikiem  Kanuta VI[1][2].

## Zmarli
- 16 grudnia Alfons I Zdobywca, pierwszy król Portugalii[3][4].
- Andronik I Komnen, obalony cesarz Bizancjum, zamordowany[5].